# BlueBream
BlueBream é uma reescrita do servidor de aplicações web Zope feita pelos desenvolvedores do Zope. Muito do Zope 2 foi reescrito do zero com uma arquitetura de componente. Fora isto, foi envolvida uma ampla biblioteca de componentes Python, que visam ser reutilizáveis, e um servidor de aplicações. A primeira liberação do software, Zope X3, foi lançada em 6 de novembro de 2004. O Zope 3 é distribuído sobre os termos da Licença Pública Zope sendo portanto um software livre.

## História
O projeto Zope 3 foi iniciado em Fevereiro de 2001 como um esforço para desenvolver uma nova versão do Zope e quase uma reescrita completa, com o objetivo de absorver as características bem sucedidas do Zope 2 e preencher algumas de suas lacunas. A meta era criar uma plataforma mais flexível e amigável para a programação de aplicações web que a do Zope 2. O projeto iniciou com o desenvolvimento de uma arquitetura de componentes, que permite a estruturação menor de código, unidades editáveis com interfaces introspectíveis.